# Vindullus
Vindullus är ett släkte av spindlar. Vindullus ingår i familjen jättekrabbspindlar.
Kladogram enligt Catalogue of Life:
| Vindullus | \| \| Vindullus kratochvili \| \| \| \| \| \| Vindullus viridans \| \| \| \| |
|           | \| \| Vindullus kratochvili \| \| \| \| \| \| Vindullus viridans \| \| \| \| |
|           | Vindullus kratochvili                                                        |
|           |                                                                              |
|           | Vindullus viridans                                                           |
|           |                                                                              |